# 黃金傳說 (書籍)

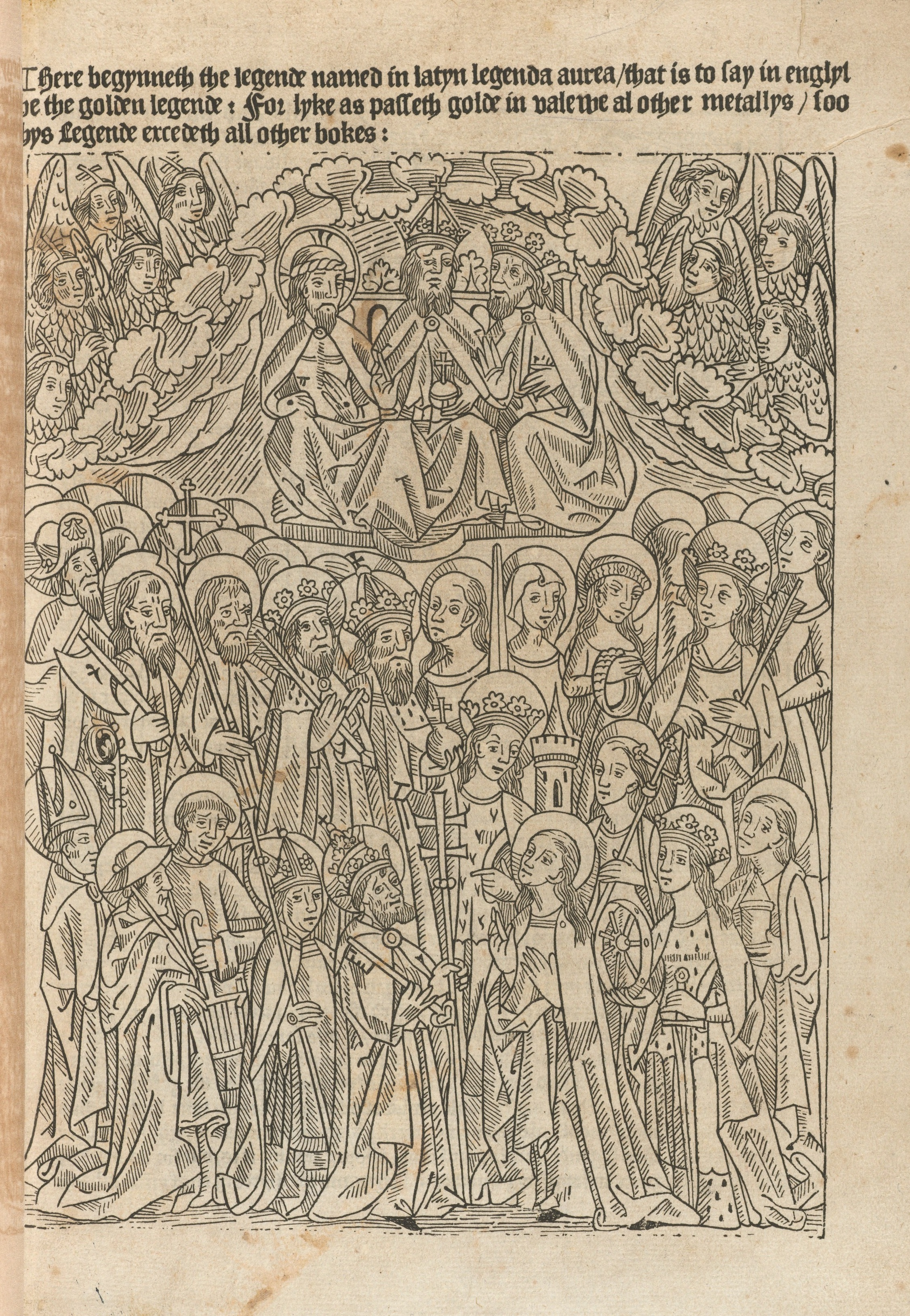
插圖

《黃金傳說》（拉丁語：Legenda aurea），原名為《聖人傳說》（Legenda sanctorum），是義大利雅各·德·佛拉金所著的基督教聖人傳記集。逐章介紹含耶穌、聖母瑪利亞、大天使米迦勒等100名以上聖人的生涯。

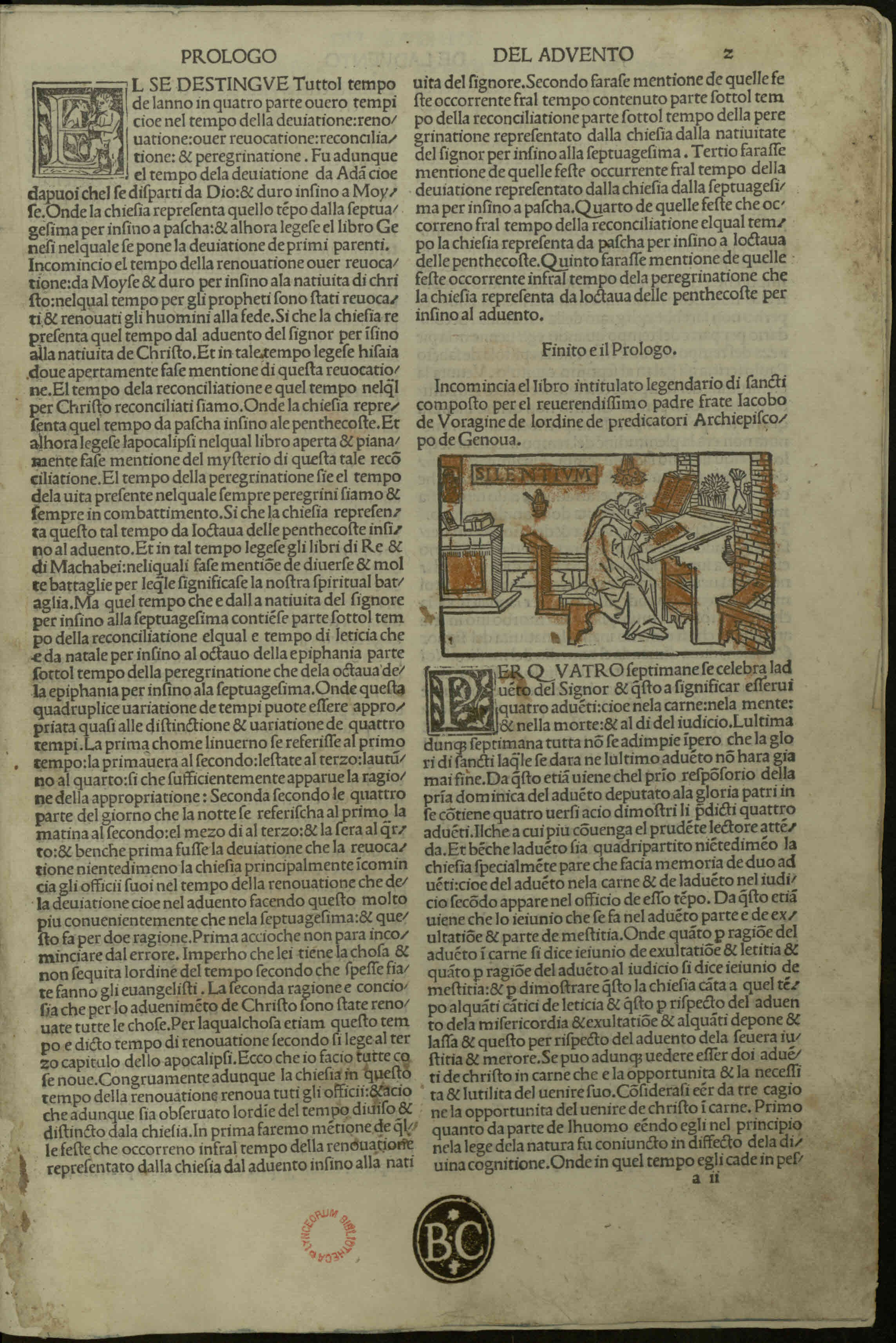
Legenda Aurea, 1499.

它是中世紀歐洲的一部暢銷書，至今仍有一千多份手抄本存世，初稿完成時間在1259–1266年間，但後世一直有新的內容纂入。
1450年代，隨著印刷術的出現，它被迅速翻譯成英語等主要歐洲語言版本，一度比《聖經》的版本數量還多。它是如此出名，以至於歐洲人會用“黃金傳說”來代指任何的聖人傳說故事集。

## 來源
雅各·德·佛拉金在原書中就已列出120多種來源，其中主要來源為尤西比烏斯的《教會史》、卡西奧多羅斯的《三部史》（Historiae Ecclesiasticae Tripartitae Epitome）和彼得鲁斯·科梅斯托的《经院哲学史》（Historia scholastica）。

## 内容
里面介绍的是当时受人敬拜的各位圣人的生平、圣迹，以瞻禮日的时间顺序排列。每章开头介绍的是圣人名字的来源，其中充满夸张的想像。

## 外部連結
- 维基共享资源上的相關多媒體資源：Golden Legend
- Golden Legend （页面存档备份，存于） Hathi Trust
- The Golden Legend （页面存档备份，存于） — William Caxton's Middle English version (not quite complete).
- 维基文库中的文獻全文：The Golden Legend, William Caxton's text with missing page from St. Paul supplied.
- . . New York: Robert Appleton Company. 1913.
- Illustrations of The Golden Legend from the HM 3027 manuscript of Legenda Aurea from the Huntington Library （页面存档备份，存于）
- William Caxton's version (complete) （页面存档备份，存于）